# Иридан

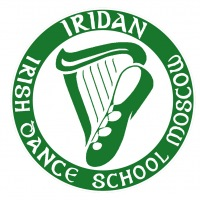
Логотип школы

Iridan, Иридан (сокращение от англ. irish dance) — московская школа ирландского танца.
Первая школа ирландского танца, открывшаяся в России. Основатель и бессменный руководитель школы — Игорь Николаевич Денисов, первый сертифицированный An Coimisiun le Rinci Gaelacha учитель в России. До ноября 2012 года школу возглавляла TCRG Therese Rooney McHugh, преподаватель танцев из Ирландии, а с января 2013 школа перешла к другому преподавателю — TCRG Ronan McCormack. До ноября 2012 года на международной арене школа выступала как Rooney-Iridan, с 2013 года — как Iridan Academy. Занятия в школе начались 10 января 2000 года. В 2015 году ученица школы Елена Холкина сдала главный преподавательский экзамен в Ирландии и является российским TCRG школы (всего 10 официальных преподавателей от ирландской танцевальной комиссии CLRG - An Coimisiún Le Rincí Gaelacha - в РФ). С 2017 года школу курирует чемпион мира и солист шоу Riverdance TCRG Anthony Sharkey.
С 2001 г. школа «Иридан» ведёт активную концертную деятельность. В 2002, а также в 2003 годах гостем школы был наиболее известный в мире исполнитель ирландского танца Майкл Флэтли. 
В 2008 г. «Ириданом» были организованы первые в России международные соревнования по ирландским танцам «Московский Феш» (Moscow Open Feis 2008), в 2009 году соревнования прошли во второй раз. В 2010 году в соревнованиях участвовало более 500 человек, и число участников растет с каждым годом. Школа проводит мастер-классы в различных клубах и учебных заведениях, в частности, в Пансионе воспитанниц Министерства обороны РФ, в англо-американской школе Москвы. Филиалы школы есть в нескольких городах России (Воронеж, Волгоград, Калининград, Коломна, Нижний Новгород, Самара, Саратов, Ступино, Тверь, Тула и др.). Танцевальные фильмы с участием танцоров школы, поставленные и снятые хореографом Леной Холкиной, можно увидеть на ютуб канале - https://www.youtube.com/c/lenakholkina.
В 2022 году школа продолжает выступать, организовывать соревнования, обучать детей и взрослых всем видам ирландского танца: ирландскому степу, мягкой технике, сольным и групповым танцам, спортивной традиции и современному шоу стилю.
В фокус внимания СМИ школа «Иридан» в наибольшей степени попала в 2002 году, когда группа её воспитанников во главе с руководителем школы Игорем Денисовым, проводившая репетицию в здании Театрального центра на Дубровке, оказалась в числе заложников во время террористического акта на Дубровке.